# Landtag Reuß jüngerer Linie (1883–1886)
Dieser Artikel behandelt den  Landtag Reuß jüngerer Linie 1883–1886.

## Landtag
Der Landtag Reuß jüngerer Linie wurde in zwei Kurien gewählt. Drei Mandate wurden durch die Höchstbesteuerten (HB) gewählt die anderen in allgemeinen Wahlen (AW) in Ein-Personen-Wahlkreisen bestimmt. Daneben bestand eine Virilstimme für den Inhaber des Reuß-Köstritzer Paragiums (RKP). Die Wahlen fanden am 13. September 1883 statt.
Als Abgeordnete wurden gewählt:
| Name                               | Partei       | Wohnort            | Kurie | Wahlkreis | Anmerkung                                                                                           |
| ---------------------------------- | ------------ | ------------------ | ----- | --------- | --------------------------------------------------------------------------------------------------- |
| Heinrich Julius Alberti            | NLP          | Schleiz            | AW    | 7         | Am 4. April 1885 Mandat niedergelegt. Nachfolger: Weißker                                           |
| Ludwig Walther Fürbringer          | NLP          | Gera               | HB    |           | |
| Kurt Arnim Graesel                 |              | Lobenstein         | AW    | 10        | Am 10. November 1884 wegen der Versetzung als Landrat nach Gera ausgeschieden. Nachfolger: Reuschel |
| Heinrich Erdmann Fürchtegott Hagen |              | Gera               | AW    | 2         | |
| Ferdinand Gustav Hartig            |              | Gera               | AW    | 2         | |
| Heinrich IV. von Reuß-Köstritz     |              | Köstritz           | RKP   |           | |
| Karl Bernhard Jäger                | linksliberal | Hirschberg/Saale   | AW    | 12        | |
| Kurt Alwin Lade gen. Ruick         |              | Gera               | AW    | 1         | |
| Christian Heinrich Lautenschläger  | kons.        | Langenwolschendorf | AW    | 8         | |
| Johann Theodor Wilhelm Meyer       |              | Gera               | HB    |           | |
| Wilhelm Christian Friedrich Oehm   |              | Lobenstein         | AW    | 11        | |
| Karl Berthold Reinhold Reuschel    |              | Ebersdorf          | AW    | 10        | Ab 2. Juni 1885 für Graesel                                                                         |
| Karl Eduard Rottler                |              | Saalburg           | AW    | 9         | |
| Johann Paul Schlick                |              | auf Zwötzen        | AW    | 5         | |
| Franz Hermann Schlutter            |              | Zwötzen            | AW    | 4         | |
| Franz Ferdinand Wacker             |              | Langenwolschendorf | AW    | 6         | |
| Karl Friedrich Anton Wartenburg    |              | Gera               | AW    | 3         | |
| Heinrich Thankmar Weißker          |              | Schleiz            | AW    | 7         | Ab 2. August 1886 für Alberti                                                                       |

Landtagskommissar war der geheime Regierungsrat Robert Fischer. Unter dem Alterspräsidenten Wilhelm Christian Friedrich Oehm wählte der Landtag Walther Fürbringer als Landtagspräsidenten. Als Vizepräsident wurde Karl Wartenburg gewählt. Schriftführer war Franz Schlutter. Stellvertretender Schriftführer war Heinrich Lautenschläger.
Der Landtag trat vom 31. Oktober 1883 bis zum 6. August 1886 in 29 öffentlichen Plenarsitzungen in zwei  Sitzungsperioden zusammen. Der Landtagsabschied datiert vom 29. September 1886.
Für die Zeit zwischen den Sitzungsperioden wurde ein Landtagsausschuss gewählt. Dieser bestand aus:
| Landesteil                      | Mitglied           | Stellvertreter                   | Von-Bis |
| ------------------------------- | ------------------ | -------------------------------- | ------- |
| Landesteil Gera                 | Walther Fürbringer | Heinrich Hagen                   |         |
| Landesteil Schleiz              | Julius Alberti     | Heinrich Lautenschläger          |         |
| Landesteil Lobenstein-Ebersdorf | Bernhard Jäger     | Wilhelm Christian Friedrich Oehm |         |